# Isabel de Francia (1348-1372)
Isabel de Francia o Isabel de Valois (Vincennes, 1 de octubre de 1348 - Pavía, 11 de septiembre de 1372) fue hija de Juan II de Francia y señora consorte de Milán.

## Primeros años de vida
Era hija de Juan II el Bueno, rey de Francia, y de Bona de Luxemburgo. Sus abuelos maternos fueron Juan I de Luxemburgo, rey de Bohemia, e Isabel de Bohemia. Sus abuelos paternos fueron Felipe VI de Francia y Juana de Borgoña.

### Matrimonio e hijos
Contrajo matrimonio en junio de 1360 con Gian Galeazzo Visconti (1351-1402), entonces solo señor de Milán (y que será el futuro primer duque de Milán, ya fallecida Isabel) y con el cual tuvo tres hijos:
- Valentina Visconti, heredera de Asti (1366-1408), casada en 1389 con Luis (1372-1407), duque de Orleans. A través de ella, Isabel se convirtió en el antepasado de dos reyes de Francia, Luis XII de Francia y Francisco I de Francia.
- Azzone, muerto en 1372.
- Carlos, muerto joven.

Isabel murió en el parto de su último hijo, a la edad de tan sólo 24 años y fue enterrado en la iglesia de San Francisco de Asís en Pavía.